# Batterie (ruisseau)
Pour les articles homonymes, voir Batterie.
La Batterie est un ruisseau de Belgique qui coule dans la province de Namur, affluent de la Soile.
Le confluent se situe à Hemptinne (Fernelmont).